# Ильино (Путятинский район)
Ильино — деревня в Путятинском районе Рязанской области России. Входит в состав Карабухинского сельского поселения.

## География
Деревня находится на юго-востоке центральной части Рязанской области, в лесостепной зоне, в пределах Окско-Донской равнины, на левом берегу реки Тырницы, при автодороге 61К-013, на расстоянии примерно 14 километров (по прямой) к востоку-юго-востоку от Путятина, административного центра района. Абсолютная высота — 122 метра над уровнем моря.

### Климат
Климат характеризуется как умеренно континентальный, с тёплым летом и умеренно холодной снежной зимой. Средняя температура воздуха самого холодного месяца (января) — −10,5 °C (абсолютный минимум — −44 °C); самого тёплого месяца (июля) — 20 °C (абсолютный максимум — 39 °C). Среднегодовое количество осадков — 500 мм, из которых большая часть (300—400 мм) выпадает в период с апреля по октябрь. Снежный покров держится в течение 135 дней.

### Часовой пояс
Деревня Ильино, как и вся Рязанская область, находится в часовой зоне МСК (московское время). Смещение применяемого времени относительно UTC составляет +3:00.

## Население
| 2010 |
| ---- |
| 17   |

### Национальный состав
Согласно результатам переписи 2002 года, в национальной структуре населения русские составляли 96 % из 27 чел.